# Live in San Juan Capistrano
Live in San Juan Capistrano è un disco dal vivo di Justin Hayward, chitarrista e voce del gruppo rock inglese dei Moody Blues, pubblicato nel 1998.

## Tracce
1. Your Wildest Dreams
2. Lost and Found
3. Land of Make Believe
4. Blue Guitar
5. Children of Paradise
6. Troubadour
7. The Way of the World
8. Forever Autumn
9. The Actor
10. Watching and Waiting
11. Something to Believe In
12. Broken Dream
13. The Story In Your Eyes
14. Billy
15. It's Not Too Late
16. Tuesday Afternoon
17. Raised on Love

## Formazione
- Justin Hayward: chitarra, voce
- Mickey Feat: basso, voce
- Paul Bliss: tastiera
- Gordon Marshall: batteria, percussioni, tastiera, flauto